# Mount Chephren
Mount Chephren är ett berg i Kanada.   Det ligger i provinsen Alberta, i den centrala delen av landet, 3 100 km väster om huvudstaden Ottawa. Toppen på Mount Chephren är 3 307 meter över havet.
Terrängen runt Mount Chephren är huvudsakligen bergig, men åt sydost är den kuperad.Trakten runt Mount Chephren är nära nog obefolkad, med mindre än två invånare per kvadratkilometer.. Det finns inga samhällen i närheten. 
Trakten runt Mount Chephren består i huvudsak av gräsmarker.